# Rania Youssef
Pour les articles homonymes, voir Youssef.
Rania Youssef (née le 1er décembre 1973 au Caire) est une actrice égyptienne.
Elle fait un retour télévisuel remarqué lorsqu'elle obtient le rôle de Dalal (Dida), la mère de Farah, dans la série télévisée américaine Miss Farah (2019-2022), le remake de la série télévisée Jane the Virgin (2014-2019).

## Biographie
Rania Youssef est née au Caire en Égypte, d'un père officier et d'une mère agent de bord, elle s'identifie beaucoup à son personnage de "Dida" dans la série Miss Farah qui est aussi une jeune mère célibataire qui élève seule sa fille, elle étudie la littérature anglaise à l'université du Caire,.
En 1997, elle concoure pour le titre de Miss Égypte où elle finit dauphine de Miss Égypte,. Elle fait ses premiers pas en tant qu'actrice pour publicité ainsi que comme modèle pour photographe.
En mars 2018, elle est choisie comme membre du jury du festival du film de Charm el-Cheikh, un des plus grands festivals d'Égypte, jury présidé par la critique de films suédoise Eva Girstam.
Le 29 novembre 2018, lors de la cérémonie de clôture de festival du film du Caire, elle porte une robe montrant ses jambes, ce qui lui vaut d'être poursuivie en justice par deux avocats égyptiens, Amrou Abdessalam et Samir Sabri, pour « incitation à la débauche ». Ce dernier confie à l'Agence France-Presse : « L'apparence de Rania Youssef est contraire aux traditions, aux valeurs de la société et à ses mœurs, et cela a nui au festival et à l'image de la femme égyptienne ». L'affaire provoque un tollé international et Rania Youssef s'excuse publiquement sur son compte Instagram pour avoir porté cette robe,. Le 5 décembre, les poursuites sont annulées après ses excuses publiques.

## Vie privée
Malgré de nombreuses rumeurs au fil des années, elle dit régulièrement que son ex-époux le réalisateur Mohamed Mokhtar la soutenait dans ses choix de carrière, même les plus controversés. Ils divorcent en 2011.

### Retour télévisuel remarqué
.

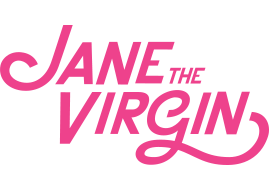
Logo de la série télévisée Miss Farah.

En 2019, Rania Youssef signe pour le rôle de Dalal, la mère de l'héroïne principale de la série américaine Miss Farah, diffusée en France depuis le 19 avril 2020 sur la chaîne Téva et rediffusée en clair depuis le 18 juillet 2021 sur 6ter. Le show démarre le 29 décembre 2019 sur la chaîne MBC4 et est très bien reçu par la critique.
Cette série comique et déjantée est adaptée le remake de la série télévisée Jane the Virgin, d'une telenovela vénézuélienne, Juana la Virgen, elle met en scène la vie torturée de Jane Villanueva, une jeune femme qui subit, par accident, une insémination artificielle et doit alors gérer cette grossesse imprévue.
En 2021, Cette année-là, les critiques saluent sa performance dans la quatrième saison de Miss Farah, son personnage étant atteint d'un cancer.
En 2022, Miss Farah s'arrête au bout de cinq saisons et cent dix épisodes.

## Filmographie

### Séries télévisées
- 2019 - 2022 : Miss Farah (الآنسة فرح) : Dalal (Dida) (rôle principal - 110 épisodes)

### Clips
- 2020 : Ahwak (Al Anisa Farah) de Abu
- 2016 : Al Farah (Ya Bakhta Biya) (Al Anisa Farah) de Asmaa Abulyazeid et Mohammed Al Kilany
- 2020 : Ya Lil (Al Anisa Farah) de Ramage